# Copa Mundial de Sóftbol Masculino
La Copa Mundial de Sóftbol Masculino, conocida hasta 2013 como el Campeonato Mundial Masculino ISF, y recientemente como Campeonato Mundial de Sóftbol Masculino, es un torneo de sóftbol para los mejores equipos del mundo. Se celebra cada cuatro años, primero por la Federación Internacional de Sóftbol (ISF) hasta el 2013 y ahora por la Confederación Mundial de Béisbol y Sóftbol (WBSC), con los 18 mejores equipos de la competición mundial. A partir de 2013 se llevará a cabo el evento cada dos años.
Reajuste en los mundiales de Sóftbol. Fuente WBS
Dentro de la reestructuración e identidad de la nueva marca, las nuevas Copas Mundiales de Softbol se disputarán cada dos años y tendrán las siguientes características:
Formato de torneo de 16 equipos para el masculino, femenino y femeninas Sub- 19, descontinuando los formatos abiertos previos, a través de todas las categorías.
Formato de torneo de 12 equipos para el masculino Sub-19.

## Clasificatorios continentales
Representantes por continente (Copa Mundial de Softbol de 16 equipos).
África – 2
Américas – 5
Asia – 3
Europa – 3
Oceanía – 2
Por invitación – 1
Representantes por continente (Copa Mundial de Softbol de 12 equipos).
África – 1
Américas – 4
Asia – 2
Europa – 2
Oceanía – 2
Por invitación – 1 “Junior” categoría con nuevo nombre “Sub-19”

## Torneos realizados
| Año           | Sede                                    |                                     | Oro                                                                                                | Final Resultados | Plata          |  | Bronce |
| 1966 detalles | Ciudad de México, México                | Estados Unidos                      | 6-0                                                                                                | México           | Nueva Zelanda  |  |        |
| 1968 detalles | Oklahoma, Estados Unidos                | Estados Unidos                      | 4-0                                                                                                | Canadá           | México         |  |        |
| 1972 detalles | Marikina, Filipinas                     | Canadá                              | 1-0                                                                                                | Estados Unidos   | Nueva Zelanda  |  |        |
| 1976 detalles | Lower Hutt, Nueva Zelanda               | Estados Unidos Canadá Nueva Zelanda | Fue suspendido por lluvia. Nueva Zelanda, EE. UU. y Canadá fueron premiados con la medalla de oro. |                  |                |  |        |
| 1980 detalles | Tacoma, Estados Unidos                  | Estados Unidos                      | 3-0                                                                                                | Canadá           | Bahamas        |  |        |
| 1984 detalles | Midland, Estados Unidos                 | Nueva Zelanda                       | 3-1                                                                                                | Canadá           | Estados Unidos |  |        |
| 1988 detalles | Saskatoon, Canadá                       | Estados Unidos                      | 4-0                                                                                                | Nueva Zelanda    | Canadá         |  |        |
| 1992 detalles | Manila/Pásig, Filipinas                 | Canadá                              | 5-3                                                                                                | Nueva Zelanda    | Estados Unidos |  |        |
| 1996 detalles | Midland, Estados Unidos                 | Nueva Zelanda                       | 4-0                                                                                                | Canadá           | Japón          |  |        |
| 2000 detalles | East London, Sudáfrica                  | Nueva Zelanda                       | 2-1                                                                                                | Japón            | Estados Unidos |  |        |
| 2004 detalles | Christchurch, Nueva Zelanda             | Nueva Zelanda                       | 9-5                                                                                                | Canadá           | Australia      |  |        |
| 2009 detalles | Saskatoon, Canadá                       | Australia                           | 5-0                                                                                                | Nueva Zelanda    | Canadá         |  |        |
| 2013 detalles | Auckland, Nueva Zelanda                 | Nueva Zelanda                       | 4-1                                                                                                | Venezuela        | Australia      |  |        |
| 2015 detalles | Saskatoon, Canadá                       | Canadá                              | 10-5                                                                                               | Nueva Zelanda    | Venezuela      |  |        |
| 2017 detalles | Whitehorse, Canadá                      | Nueva Zelanda                       | 6-4                                                                                                | Australia        | Canadá         |  |        |
| 2019 detalles | Praga y Havlickuv Brod, República Checa | Argentina                           | 3-2                                                                                                | Japón            | Canadá         |  |        |
| 2022 detalles | Auckland, Nueva Zelanda                 | Australia                           | 5-2                                                                                                | Canadá           | Estados Unidos |  |        |
| 2025 detalles | Prince Albert, Canada                   | Venezuela                           | 3-0                                                                                                | Nueva Zelanda    | Estados Unidos |  |        |

En el Campeonato Mundial de Sóftbol Masculino de 2019 la Selección de sóftbol de Argentina fue el primer equipo hispanohablante y de Iberoamérica en haberse consagrado campeón mundial.

## Tabla de medallas
| Núm. | País           | Oro | Plata | Bronce | Total |
| ---- | -------------- | --- | ----- | ------ | ----- |
| 1    | Nueva Zelanda  | 7   | 5     | 2      | 14    |
| 2    | Estados Unidos | 5   | 1     | 5      | 11    |
| 3    | Canadá         | 4   | 6     | 3      | 13    |
| 4    | Australia      | 2   | 1     | 3      | 6     |
| 5    | Venezuela      | 1   | 1     | 1      | 3     |
| 6    | Argentina      | 1   | 0     | 0      | 1     |
| 7    | Japón          | 0   | 2     | 1      | 3     |
| 8    | México         | 0   | 1     | 1      | 2     |
| 9    | Bahamas        | 0   | 0     | 1      | 1     |